# Klára Smolíková
Klára Smolíková (ur. 8 marca 1974 w Pradze) – czeska pisarka, pedagożka i publicystka.
Urodziła się w Pradze, gdzie studiowała estetykę i teorię kultury na Uniwersytecie Karola. Jej teksty skierowane do dzieci były początkowo publikowane w gazetowych rubrykach dziecięcych. Przez wiele lat współpracowała z czasopismami „Pastelka”, „Sluníčko”, „Mateřídouška” i „Čtyřlístek”, na łamach których opublikowała dziesiątki bajek, łamigłówek językowych i komiksów.
Piętnaście lat spędziła w Taborze, gdzie nauczała księgarstwa i bibliotekarstwa. Następnie została zatrudniona w miejscowym Muzeum Husyckim, gdzie przygotowywała wystawy dla dzieci i realizowała szereg programów lektorskich. Jest współautorką serialu Vynálezce Alva (2012). Przyczyniła się także do opracowania scenariuszy do kilku portali internetowych, poświęconych przede wszystkim edukacji rozrywkowej.
Już od czasu studiów przejawiała zainteresowanie działalnością popularyzatorską. Zajmuje się edukacją środowiskową, wielokulturową, estetyczną i medialną oraz angażuje się w pedagogikę muzealną. Jest także autorką podręczników i materiałów metodycznych. Obecnie tworzy książki dla dzieci i młodzieży.
Jej pierwszym mężem był Honza Smolík, który zilustrował większą część jej książek. Jej drugim mężem został Jiří Walker Procházka, czeski autor science fiction i fantasy.